# Biserica de lemn din Târgușor

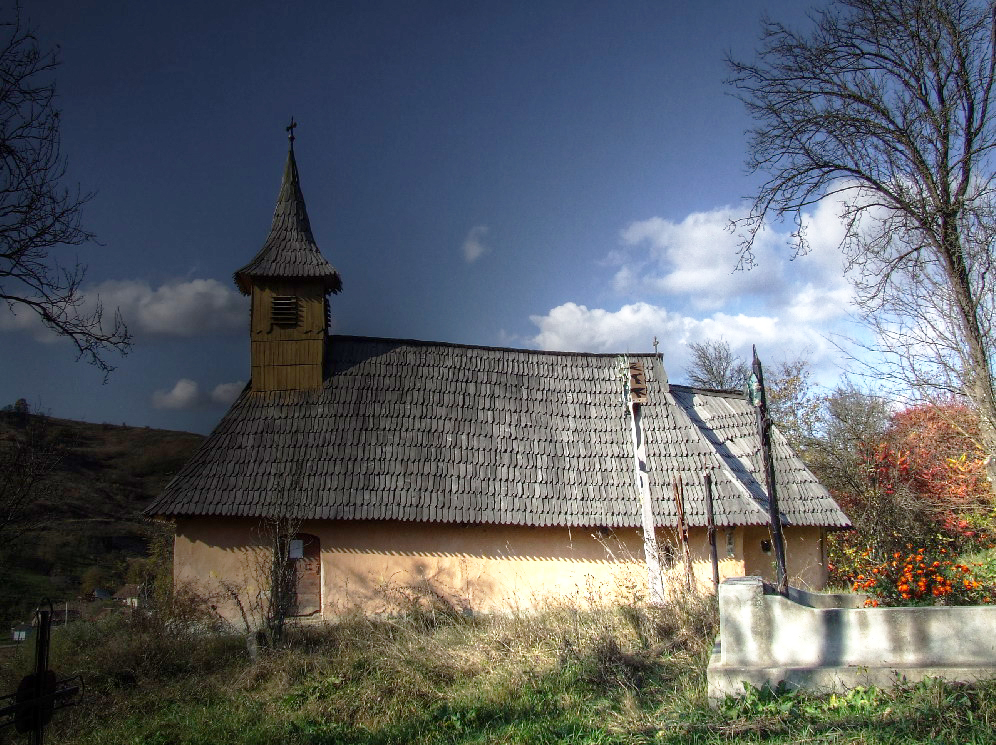
Biserica de lemn din Târguşor, județul Cluj, 2008

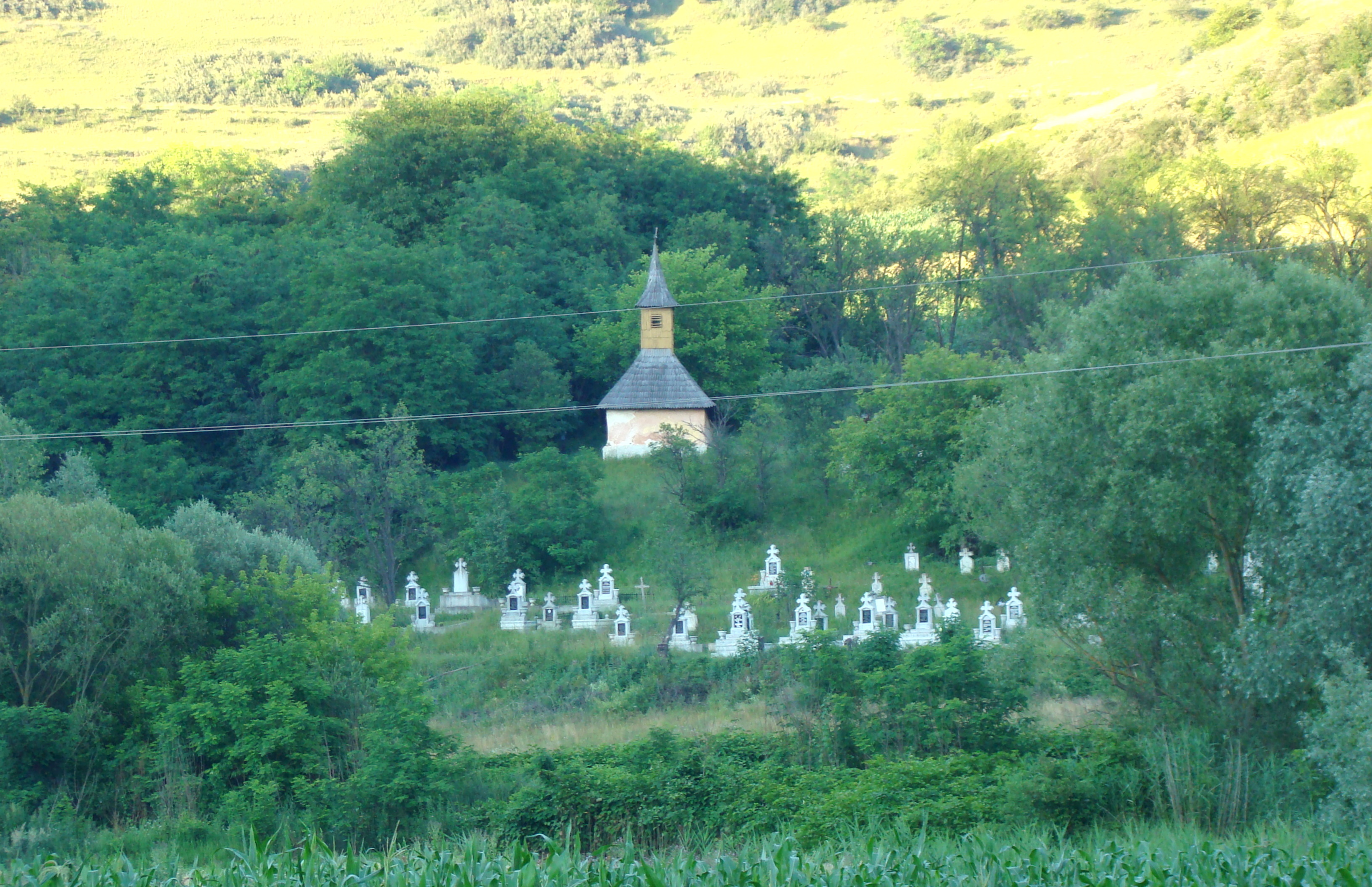
Biserica din depărtare

Uşa bisericii de lemn din Târguşor, județul Cluj, 2008

Biserica de lemn din Târgușor, comuna Sânmărtin, județul Cluj, datează din secolul XVII. Are hramul „Sfinții Arhangheli Mihail și Gavriil”. Biserica se află pe noua listă a monumentelor istorice sub codul LMI: cod LMI CJ-II-m-B-07779.

## Istoric
Decorul sculptat. Bolta este decorată cu o cheie de boltă formată dintr-o bârnă sculptată.
Pictura. Biserica de lemn din Târgușor, monument istoric, păstrează urme de pictură pe bolta naosului și în altar.
La începutul anilor 1900, peste pictura veche s-a lipit un strat de pânză pe care au fost redate scene de inspirație biblică.
Starea de conservare. Exteriorul a fost tencuit, iar șindrila a fost înlocuită în urmă cu câțiva ani, ca urmare a unei sponsorizări. Parte din tencuială a început deja să cadă. Biserica nu mai este în folosință pentru serviciul liturgic.

## Imagini

Vedere generală din sud-est
Vedere generală din nord-vest
Fereastră
Detaliu constructiv
Latura de nord
Absida altarului
Lemn sub tencuială
Intrarea în absida altarului, vedere din altar